# 鞋楦

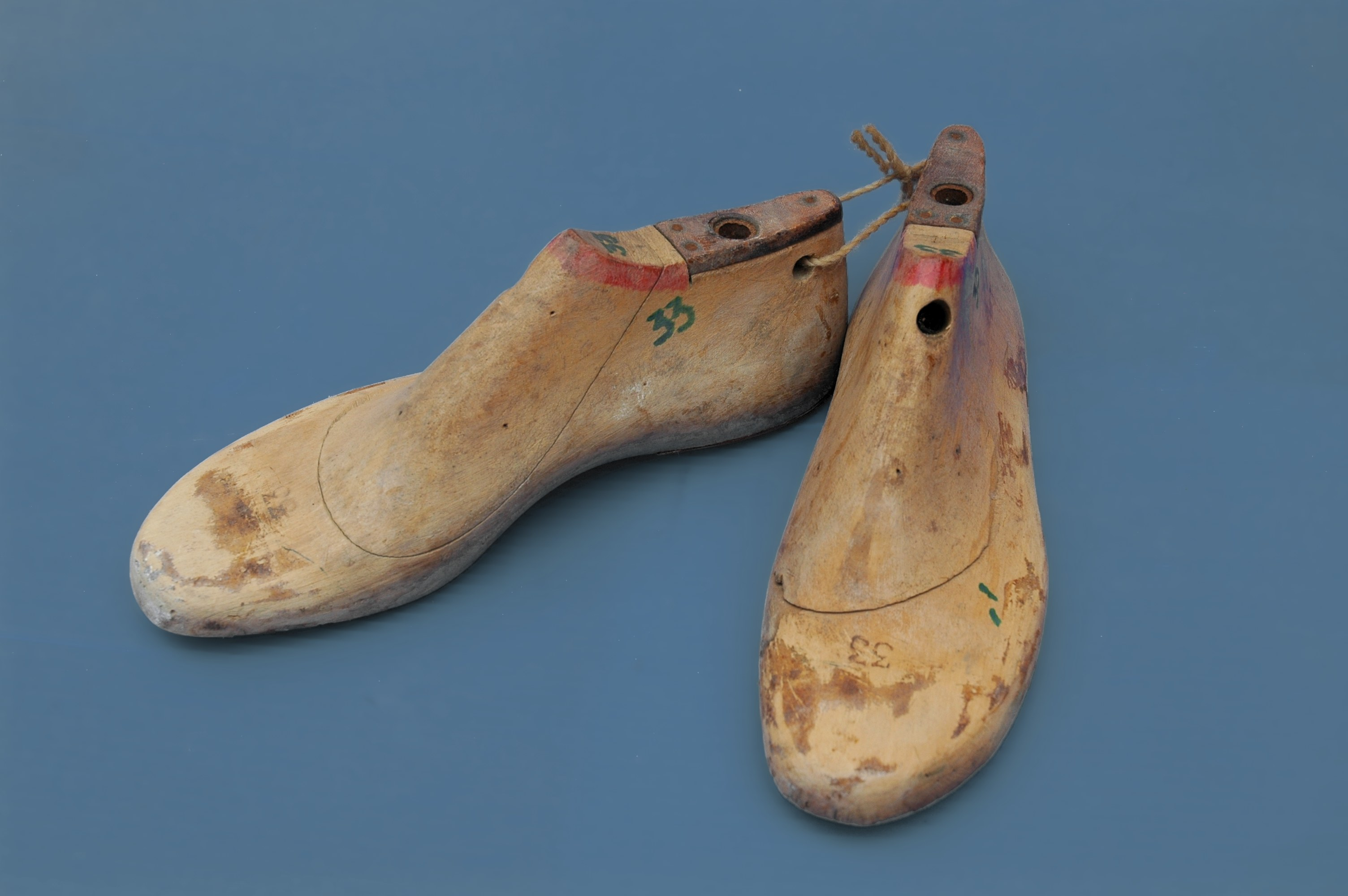
一双木质的鞋楦

鞋楦，亦称楦子或楦头，是指形状似脚的模型，用于鞋匠制鞋或修鞋，常用木材、铸铁或塑料制成。

## 概述
鞋楦的形状是根据脚的外形和穿用要求以及鞋的品种、制鞋工艺要求等，经过美化整饰制成的。鞋楦的各个部位都是非常圆滑的曲面，它似脚非脚，其中某一部分似乎近似于某一类型的几何体，但又不完全相像。鞋楦的楦面是一个多向弯曲的自由曲面。

## 材质

### 木质

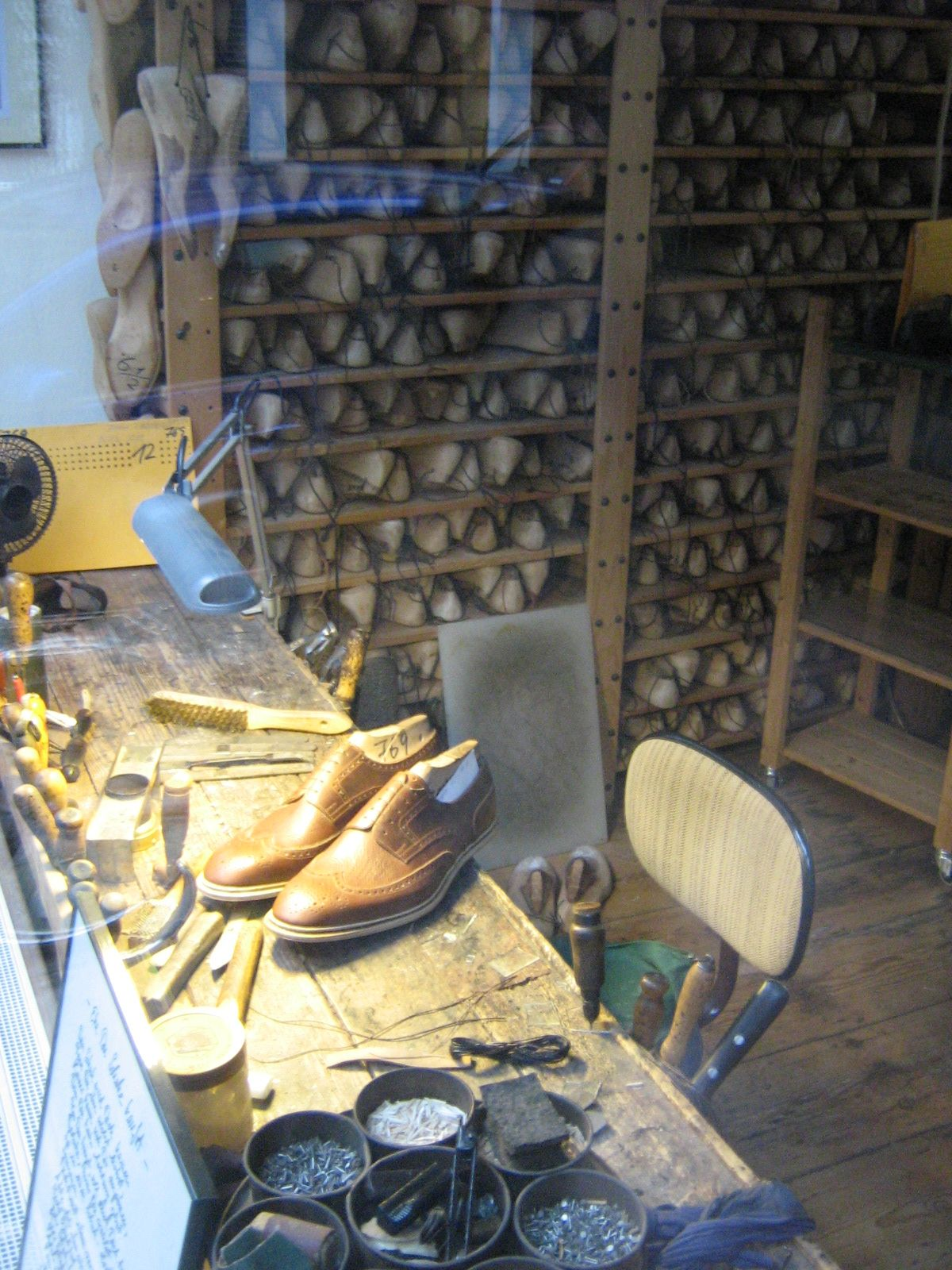
一家位于德国汉堡的鞋匠工作室中陈列着各式鞋楦

在大规模使用塑料鞋楦之前，世界上所有皮鞋厂均使用木楦，木制鞋楦具有轻便、含钉力强的优点。以往制作木楦所用的木材有色木、桦木、青冈木、枫木、杜木、鹅耳枥木、槭木、柞木、山毛榉木、栲木、梨木、铁刀木等。在国际上一些精品高档标样楦还是用木楦来做，这是因为木楦经最后刨光后光洁度比较好；另外，木楦本身具有天然的纹理，具有美感。所以，在欧洲，很多制楦大师越偏好于用木材来制作标样楦。

### 金属
金属楦以铝楦为主。在制鞋领域中，模压鞋、硫化鞋、注塑鞋均使用铝楦来生产。此外，由于楦头较薄较尖的流行女楦时，靠传统模式的刻楦机不易加工，所以一些经济落后地区的标样楦也采用铝材。也有个别地区用精密铸钢生产钢制金属楦。

### 塑料楦
当今制楦企业中99%的鞋楦均选用塑料材质。由于塑料楦尺寸稳定，不受气候、温度、湿度的影响，并且含钉能力强、生产周期短、还可回收再利用。塑料楦一般采用高、低压合成聚乙烯树脂为原料，制作时先用注塑机将聚乙烯原料注射成楦坯，然后再用刻楦机进行粗刻和细刻，也有一次刻制成型的。